# Grebo
Grebo (Glebo) – grupa etniczna należąca do ludów Kru, zamieszkująca Liberię i Wybrzeże Kości Słoniowej. W 2010 roku liczebność Grebo wynosiła 450 tysięcy. Lud ten posługuje się językiem grebo z rodziny kru.